# Heartbreak Weather
Heartbreak Weather è il secondo album in studio del cantante irlandese Niall Horan, pubblicato il 13 marzo 2020.

## Tracce
1. Heartbreak Weather – 3:20
2. Black and White – 3:13
3. Dear Patience – 3:14
4. Bend the Rules – 3:54
5. Small Talk – 3:17
6. Nice to Meet Ya – 2:38
7. Put a Little Love on Me – 3:44
8. Arms of a Stranger – 2:40
9. Everywhere – 2:48
10. Cross Your Mind – 3:48
11. New Angel – 3:09
12. No Judgement – 2:56
13. San Francisco – 3:12
14. Still – 4:11

## Classifiche

### Classifiche settimanali
| Classifica (2020-21) | Posizione massima |
| -------------------- | ----------------- |
| Argentina            | 4                 |
| Australia            | 2                 |
| Austria              | 3                 |
| Belgio (Fiandre)     | 4                 |
| Belgio (Vallonia)    | 24                |
| Canada               | 6                 |
| Croazia              | 35                |
| Danimarca            | 14                |
| Estonia              | 4                 |
| Finlandia            | 15                |
| Francia              | 73                |
| Germania             | 5                 |
| Giappone             | 87                |
| Irlanda              | 1                 |
| Islanda              | 39                |
| Italia               | 32                |
| Lettonia             | 46                |
| Lituania             | 9                 |
| Messico              | 1                 |
| Norvegia             | 8                 |
| Nuova Zelanda        | 4                 |
| Paesi Bassi          | 4                 |
| Polonia              | 7                 |
| Portogallo           | 4                 |
| Regno Unito          | 1                 |
| Repubblica Ceca      | 32                |
| Slovacchia           | 32                |
| Spagna               | 4                 |
| Stati Uniti          | 4                 |
| Svezia               | 21                |
| Svizzera             | 10                |

### Classifiche di fine anno
| Classifica (2020) | Posizione |
| ----------------- | --------- |
| Australia         | 66        |
| Belgio (Fiandre)  | 94        |
| Irlanda           | 12        |
| Paesi Bassi       | 94        |
| Portogallo        | 74        |
| Classifica (2021) | Posizione |
| Belgio (Fiandre)  | 172       |
| Spagna            | 95        |